# Мазья, Аарон Меир
Мазья Аарон Меир (1858, Могилёв — 1930, Иерусалим) — израильский врач, языковед. Доктор медицины. Один из первых еврейских врачей в Эрец-Исраэль.

## Биография
Родился в Могилёве в семье раввина Элиоху Мазьи и Ханы Страшун (дочери гебраиста Матеса Страшуна). В раннем возрасте лишился родителей. Учился в иешиве в Мире. Продолжил своё образование в Еврейской теологической семинарии в Берлине, Политехникуме в Цюрихе, медицинской школе в Цюрихе (окончил в 1887).
В 1888 эмигрировал в Эрец-Исраэль. Поселившись в Ришон-ле-Ционе работал в качестве врача. С 1902 работал в должности главного врача больницы Бикур-Холим (Иерусалим). Активный деятель профессиональных врачей в Эрец-Исраэль. Участвовал в создании Комитета по языку иврит (в период с 1926 по 1930 занимал пост председателя). Автор первого медицинского словаря иврита. Один из редакторов медицинского журнала «Ха-Рофэ». Его книга «Основные понятия медицины и естественных наук» была издана после смерти автора.
В период с 1994 по 2006 при Академии языка иврит существовал Институт истории возрождения языка иврит имени Мазья.